# کفشک خلطی
کفشک خلطی (نام علمی: Microstomus achne) نام یک گونه از زیرخانواده راست‌رویان است.